# 알사헬 SC (시리아)
알사헬 SC(아랍어: نادي النواعير الرياضي)는 타르투스를 연고로 하는 시리아의 축구단이다. 현재 시리아 프리미어리그에 참가하고 있다. 